# Alfredo Baquerizo Moreno
Alfredo Baquerizo Moreno är en ort i Ecuador.   Den ligger i provinsen Guayas, i den centrala delen av landet, 220 km sydväst om huvudstaden Quito. Alfredo Baquerizo Moreno ligger 9 meter över havet och antalet invånare är 12 617.
Terrängen runt Alfredo Baquerizo Moreno är mycket platt. Runt Alfredo Baquerizo Moreno är det ganska tätbefolkat, med 86 invånare per kvadratkilometer. Närmaste större samhälle är Babahoyo, 12,9 km norr om Alfredo Baquerizo Moreno. Trakten runt Alfredo Baquerizo Moreno består till största delen av jordbruksmark.